# Окс (титул)
Окс (комі öкси; комі-перм. öксу - Ексай, Оксай, де «ай» — чоловік) — комі-зирянський і комі-перм'яцький феодальний титул. Відповідає слов'янському терміну «князь». Титул існував у Великому князівстві Пермському.

## Історія
У письмових джерелах особистості, яких місцеве населення називало «оксамі», вперше згадуються починаючи з XV століття. Це були в основному відомості, що стосуються Великого Пермського князівства. У Пермі Вичегодській глави територіальних утворень частіше іменувалися «памамі», тобто верховними жерцями.

## Етимологія
Слово має древній, пермський корінь.